# André Masson (économiste)
Pour les articles homonymes, voir Masson et André Masson.
André Masson né le 21 mai 1950 à Nancy, est un économiste français, directeur de recherche au CNRS et directeur d'études à l’École des hautes études en sciences sociales (EHESS). Il est également membre de la chaire Transition démographique, Transition économique.

## Biographie
Ancien élève de l'École polytechnique (X 1969), il est également titulaire d'un DEA de mathématiques (1972). Directeur de recherche au CNRS et directeur d'études à l'EHESS, il a successivement été chercheur au Centre de recherche économique sur l’épargne (CREP) -notamment avec Dominique Strauss-Kahn et Denis Kessler-, au Département et laboratoire d’économie théorique et appliquée (Delta) de l’École normale supérieure puis au laboratoire Paris-Jourdan Sciences Economiques de l'École d'Économie de Paris (EEP).

## Recherche
Selon sa page sur le site de Paris-Jourdan Sciences Economiques, ses principaux thèmes de recherche sont les comportements d'épargne, les transferts intergénérationnels, la consommation et le patrimoine.
Sa rencontre, dans les années 1980, avec Luc Arrondel (alors doctorant) les conduira à une collaboration scientifique fructueuse. Depuis lors, ils ont co-écrit un très grand nombre d’articles et livres. Ils sont, en outre, les initiateurs des enquêtes PATER (PATrimoine et Préférences face au TEmps et au Risque), menées pour la première fois en 1998. 
Plus récemment, André Masson a entamé une collaboration avec Vincent Touzé, chercheur à l’OFCE et co-responsable du pôle « Enjeux économiques du vieillissement démographique - ECONAGE ».
André Masson a contribué à plusieurs domaines de l'économie, en commençant par la théorie du cycle de vie et la formation de patrimoine, à travers des analyses du comportement d'épargne. En ce qui concerne l'économie publique, il a apporté plusieurs résultats notables à la théorie des échanges intergénérationnels dans le cadre général de l'économie de la famille.

## Distinctions
Depuis 2016, il est membre du Haut Conseil de la famille, de l’enfance et de l’âge placé auprès du Premier ministre.
En 2006, il a obtenu avec Luc Arrondel et Daniel Verger le prix Risques-Les Echos pour leurs travaux sur la mesure des préférences de l'épargnant vis-à-vis du risque et du temps.